# Kuhlia
Kuhlia é um género de peixe da família Kuhliidae.
Este género contém as seguintes espécies:
- Kuhlia marginata